# Leucostoma acirostre
Leucostoma acirostre är en tvåvingeart som beskrevs av Henry J. Reinhard 1956. Leucostoma acirostre ingår i släktet Leucostoma och familjen parasitflugor. Inga underarter finns listade i Catalogue of Life.